# Astaena brasiliana
Astaena brasiliana är en skalbaggsart som beskrevs av Moser 1918. Astaena brasiliana ingår i släktet Astaena och familjen Melolonthidae. Inga underarter finns listade.